# Enzo D'Alò
Enzo D'Alò (né à Naples en 1953) est un réalisateur, un scénariste et un musicien italien. Il est principalement connu pour les longs métrages d'animation qu'il a réalisés.

## Biographie
Enzo D'Alò naît à Naples en 1953. Il s'intéresse d'abord à la musique, avec le saxophone et la flûte traversière. En 1979, il est objecteur de conscience: au lieu de rejoindre l'armée, il effectue un service civil auprès d'enfants, dont il a l'idée de filmer les dessins afin de les monter sur une musique qu'il a composée.  C'est ainsi qu'il en vient à s'intéresser au cinéma d'animation, tout en poursuivant en parallèle une activité de compositeur. Il réalise d'abord des séries animées pour la télévision, puis un premier long métrage, La Flèche bleue, en 1996, avec le studio Lanterna Magica. Après le succès de ce premier film, il en réalise régulièrement d'autres. Ses films s'inspirent fréquemment de romans pour la jeunesse (La Flèche bleue adapte un livre de Gianni Rodari, La Mouette et le Chat un court roman de Luis Sepúlveda, Momo alla conquista del tempo un livre de Michael Ende). En 2023 il présente "Boccaccio e Fiammetta" au Cartoon Movie de Bordeaux.

## Filmographie

### Séries télévisées
- 2001 : Sopra i tetti di Venezia (ou Le avventure di Marco e Gina)

### Longs métrages
- 1996 : La Flèche bleue (La freccia azzurra)
- 1998 : La Mouette et le Chat (La Gabbianella e il Gatto)
- 2001 : Momo alla conquista del tempo
- 2003 : Opopomoz
- 2013 : Pinocchio